# I disastri della guerra
I disastri della guerra (in spagnolo Los desastres de la guerra) è il titolo di una serie di 83 incisioni, opera di Francisco Goya dal 1810 al 1820; le opere raffigurano vari episodi di barbarie (uccisioni, massacri, stupri) ambientati durante il periodo della guerra d'indipendenza spagnola.

## Descrizione
Le incisioni sono realizzate ad acquaforte spesso con interventi ad acquatinta e occasionali ritocchi a bulino o puntasecca, tutti su lastre da 5,5/17 20,5/22 cm circa. La serie è di solito divisa in tre gruppi che rispecchiano l'ordine in cui le singole incisioni sono state realizzate: le prime 47 incisioni si concentrano su incidenti avvenuti in guerra e sulle conseguenze del conflitto su singoli soldati o civili; la seconda serie (incisioni dalla 48 alla 64) si concentra sugli effetti della carestia che colpì Madrid tra il 1811 e il 1812, prima che la città fosse liberata dall'occupazione francese; le ultime 17 incisioni raffigurano il grande malcontento dei liberali al momento della restaurazione della monarchia dei Borboni al termine del conflitto.